# Tachornis phoenicobia
El vencejillo antillano (Tachornis phoenicobia), también conocido como vencejito, vencejito de palma, vencejito palmar, vencejo antillano, es una especie de ave apodiforme de la familia Apodidae.

## Distribución
Es bastante común en su área de distribución natural en el Caribe, desde las tierras bajas de Cuba a la isla de Pinos, La Española y Jamaica, también ha sido registrado como vagabundo accidental en el norte de los cayos de Florida.

## Subespecies
Se reconocen dos subespecies:
- Tachornis phoenicobia iradii (Lembeye, 1850)– en Cuba e isla de Pinos.
- Tachornis phoenicobia phoenicobia Gosse, 1847– en Jamaica, La Española, Saona, Beata e isla Vaca.